# Lommagöl (Slätthögs socken, Småland)
Lommagöl är en sjö i Alvesta kommun i Småland och ingår i Mörrumsåns huvudavrinningsområde.